# (2206) Gabrova
(2206) Gabrova (1976 GR3; 1968 UV1; 1970 EL; 1971 HJ; 1973 UX1) ist ein Asteroid des äußeren Hauptgürtels, der am 1. April 1976 vom russischen Astronomen Nikolai Stepanowitsch Tschernych am Krim-Observatorium in Nautschnyj (IAU-Code 095) entdeckt wurde. Der Asteroid gehört zur Eos-Familie, einer Gruppe von Asteroiden, die nach (221) Eos benannt sind.

## Benennung
(2206) Gabrova wurde nach der bulgarischen Stadt Gabrowo in der Oblast Gabrowo benannt, die für ihren „Humor und übermütige Satire“ bekannt ist – da der Asteroid am 1. April entdeckt worden war.